# Grănicerul și fata
Grănicerul și fata (germană Der Grenzer und das Mädchen) este un film TV polono-german, produs în 2004 sub regia lui Hartmut Schoen.

## Acțiune
Filmul este transpunerea pe ecran a unor întâmplări în perioada de extindere spre est a Uniunii Europene. Problemele ce apar prin stabilirea noilor granițe a Uniunii, regulie birocratice care hotăresc soarta celor aflați în afara acestor granițe. Organizațiile ilegale care fac contrabandă cu oameni care sunt aduși ilegal în Uniunea Europeană. Hans-Werner Müller, este un polițist german din Berlin, care este delegat pentru a face ordine la granița polono-ucraineană. Polițistul care are probleme familiare, se îndrăgostește de tânăra Lippa din Ucraina care caută să treacă ilegal granița europeană. În film este descris lupta sufletească prin care trece Müller, care caută să respecte legea și iubirea lui față de Lippa. Filmul se termină cu arestarea lui Lippa, pensionarea lui Müller, care se va împăca cu soția.

## Distribuție
- Axel Prahl: Hans-Werner Müller
- Margarita Breitkreiz: Lippa
- Ivan Shvedoff: Rocki
- Birge Schade: Claudia Müller
- Matthias Koeberlin: Walter Rathke
- Walter Rathke: Matthias Koeberlin
- Barbara Morawiecz: Pani Podgorka
- Pawel Burczyk: Marek
- Teresa Dzielska: Agatha Lesko